# Donji Stoliv

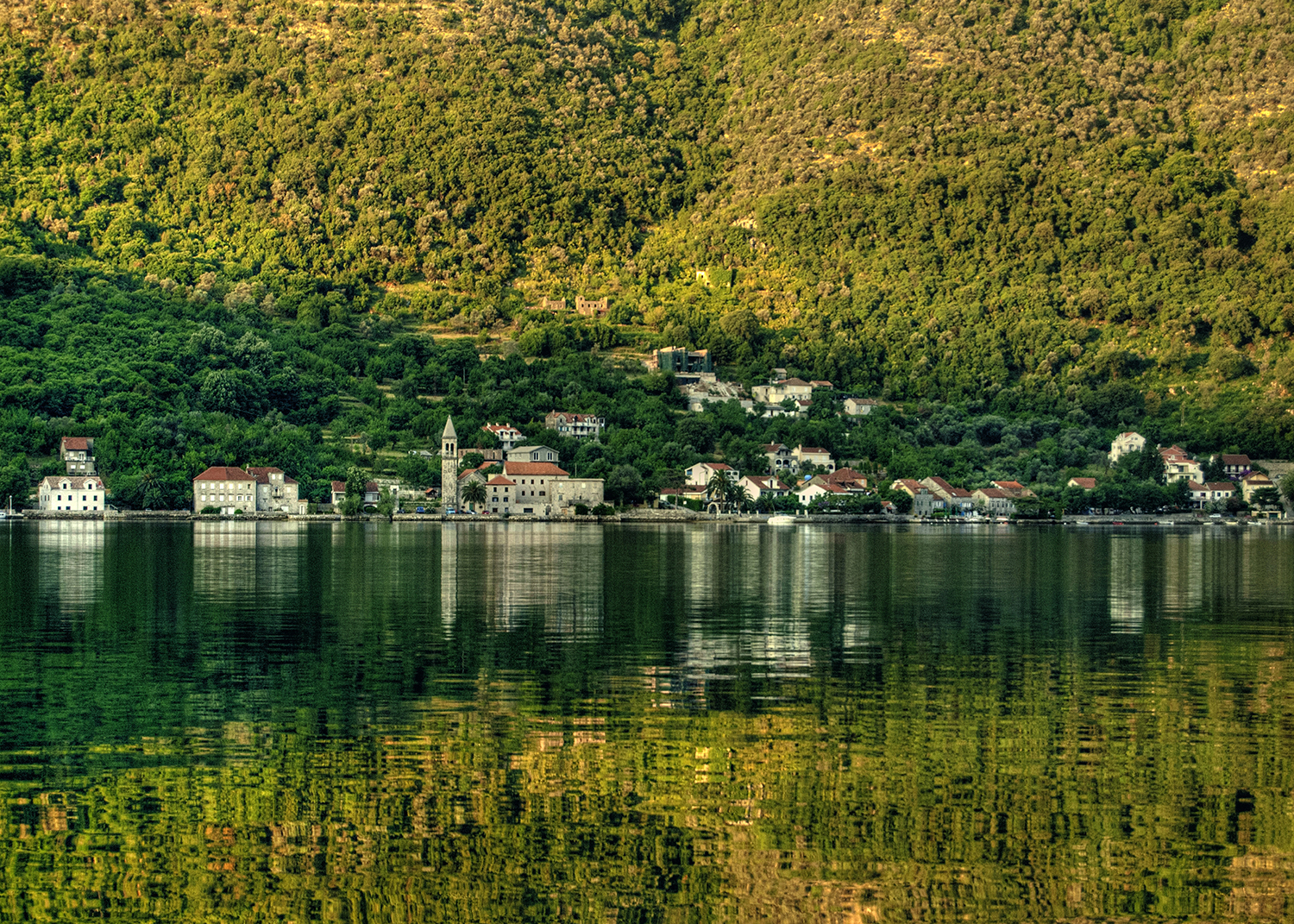
Donji Stoliv

Donji Stoliv (en serbe cyrillique : Доњи Столив) est un village du sud-ouest du Monténégro, dans la municipalité de Kotor.

## Démographie

### Évolution historique de la population
| 1948 | 1953 | 1961 | 1971 | 1981 | 1991 | 2003 |
| ---- | ---- | ---- | ---- | ---- | ---- | ---- |
| 232  | 256  | 289  | 340  | 354  | 330  | 336  |